# کینشاسا
کینشاسا پایتخت کشور جمهوری دموکراتیک کنگو است.
تا سال ۱۹۶۶ میلادی، لئوپولدویل (به فرانسوی: Léopoldville) نام پیشین کینشاسا بود.

## منشاء اچ‌آی‌وی
بر اساس جدیدترین تحقیقات انجام گرفته توسط پژوهش‌گران کینشاسا در دهه ۱۹۲۰ میلادی و در زمان مستعمره بودن، به دلیل شیوع تن فروشی، منشاء شیوع و پخش بیماری ایدز بوده‌است.